# Politique commerciale de Microsoft
 (août 2015).

## Politique de prix

### Ventes au détail
En France, le prix des logiciels Microsoft n'est pas fixé par Microsoft. En effet, Microsoft négocie un prix avec chacun de ses grossistes et laisse ces derniers déterminer la marge qu'il convient d'appliquer en fonction du marché de chacun.
Cette pratique semble particulière à l'Europe. En effet, si les sites microsoft.fr et microsoft.co.uk ne publient pas de prix de vente suggéré pour les différentes éditions de Windows Vista, le site américain, lui, le fait pour chacune d'entre elles.
D'où vient la différence assez importante (jusqu'à 87 % selon cet article) constatée entre le prix des licences françaises et le prix de leur équivalent américain ?
Les facteurs suivants expliquent une partie de cet écart :
- Les prix nord-américains sont toujours donnés hors-taxe alors que les prix français s'entendent TTC. Ceci explique environ 20 % de l'écart.
- Le nombre de grossistes est beaucoup plus important aux États-Unis qu'en France, ce qui augmente l'offre, et donc diminue les prix.
- Les charges que doivent payer Microsoft, les grossistes et les distributeurs sont passablement moins élevées aux États-Unis qu'en France.

Les écarts de prix constatés entre les licences américaines et les licences françaises des produits Microsoft ne sont pas exceptionnels. On les constate régulièrement ailleurs. Par exemple Adobe Photoshop CS3 Extended coûte 83 % plus cher en France qu'aux États-Unis.
À noter que le coût des licences pleines Microsoft a considérablement baissé au mois d'avril 2012 : le coût d'une licence Office OPEN a ainsi baissé de 40 %...

### Volumes
Une négociation commerciale ou un achat en grand volume réduit considérablement le prix des licences d'utilisation. La simple menace de passer à Libreoffice, ou même au logiciel libre en général, que le délégué commercial de Microsoft prendrait au sérieux, ferait chuter les prix de Microsoft.

### Enseignement, pays en voie de développement, etc.
La société fait un effort pour tout ce qui touche à l'enseignement.  En 2007, des prix réduits sont proposés, en Belgique, pour le monde de l'éducation (écoles et Universités).
Certains logiciels deviennent non-disponibles, en plus de ne plus être soutenus.
Les licences OEM ou EULA donnent des droits d'utilisation différents, ce qui ne va pas dans le sens d'une clarification de l'offre.

## Repères d'évolution du prix proposé
Qui n'a jamais entendu que les prix des produits Microsoft étaient élevés ?  Devant le vague d'une pareille affirmation, voici une liste de prix officiels, non des prix de licences douteuses achetées à vil prix.  (En effet, les contrats, comme le EULA, ne sont pas nécessairement transférables à de tierces personnes, néanmoins l'auteur ne peut interdire toute utilisation qui n'implique pas une copie de son œuvre.)

### Abréviations
n.d. = non disponible
maj = mise à jour
USA = United States of America
EUR = Communauté Économique Européenne

### Microsoft Office
| Logiciel                               | Disponibilité ou prix 2007 |
| -------------------------------------- | -------------------------- |
| Microsoft Office Home and Student 2007 | 184 €                      |
| Microsoft Office standard 2007         | 492,20 € ; maj 294,40 €    |
| Microsoft Office Small Business 2007   | 553,15 € ; maj 343,85 €    |
| Microsoft Office Professionnel 2007    | 615,25 € ; maj 405,95 €    |
| Language pack, pour chaque langue      | 31,05 €                    |

### Microsoft Windows
| Logiciel                                | Disponibilité ou prix 2007                            |
| --------------------------------------- | ----------------------------------------------------- |
| MS-DOS (Toutes versions)                | n.d.                                                  |
| Microsoft Windows 1.0 à 3.3             | 99 dollars américains pour Windows 1.0                |
| Microsoft Windows 95                    | n.d.                                                  |
| Microsoft Windows 98                    | n.d.                                                  |
| Microsoft Windows 2000                  | n.d.                                                  |
| Microsoft Windows NT                    | n.d.                                                  |
| Microsoft Windows XP starter            | En Asie seulement, 5 $ environ                        |
| Microsoft Windows XP OEM                | 80 € environ                                          |
| Microsoft Windows XP                    | 150 € environ                                         |
| Windows Vista Édition Familiale Basic   | USA 193,99 $, EUR 279 € ; maj USA 98,99 $, EUR 145 €  |
| Windows Vista Édition Familiale Premium | USA 229,99 $, EUR 339 € ; maj USA 154,99 $, EUR 229 € |
| Windows Vista Édition Professionnelle   | USA 282,99 $, EUR 425 € ; maj USA 194,99 $, EUR 285 € |
| Windows Vista Édition Intégrale         | USA 379,99 $, EUR 575 € ; maj USA 249,99 $, EUR 379 € |